# Wilaya d'El M'Ghair
La wilaya d'El M'Ghair est une wilaya algérienne créée en 2019 et officialisée en 2021, auparavant, une wilaya déléguée créée en 2015. Elle est située dans la Sahara algérien.

## Géographie
La wilaya d'El M'Ghair est située dans le Sud de l'Algérie, dont la chef-lieu porte le même nom. Elle se situe dans la région de l'Oued Righ entre Biskra et le Souf. Sa superficie est de 8 835 km2.
Elle est délimitée :
- au nord par la wilaya de Biskra ;
- à l'est par la wilaya d'El Oued :
- à l'ouest par la wilaya d'Ouled Djellal ;
- et au sud par la wilaya de Touggourt et d'Ourgla.

|               | Biskra              |         |
| Ouled Djellal | wilaya d'El M'Ghair | El Oued |
|               | Ouargla, Touggourt  |         |

## Histoire
La municipalité d'El M'Ghair est créée pendant le colonialisme en 1945, elle est promue en daïra en 1974. Elle a été promue en wilaya déléguée, selon la loi no 15-140 du 27 mai 2015, portant création de circonscriptions administratives dans certaines wilayas et fixant les règles particulières qui leur sont liées, ainsi que la liste des communes qui sont rattachées à elle. Avant 2019, elle était rattachée à la wilaya d'El Oued. La wilaya d'El M'Ghair est créée le 26 novembre 2019. En 2021, le président Tebboune, officialise le nouveau découpage administratif.

## Organisation de la wilaya
La wilaya d'El Meghaier est divisée en 8 communes et deux daïras : El M'Ghair et Djamaa.

### Liste des walis
| N° | Wali           | Début            | Fin              |
| -- | -------------- | ---------------- | ---------------- |
| 1  | Aïssa Aissat   | 21 février 2021  | 6 septembre 2023 |
| 2  | Laâredj Nahila | 6 septembre 2023 | en cours         |

### Walis délégués
Le poste de wali délégué de l'ancienne wilaya déléguée d'El Meghaier a été occupé par plusieurs personnalités politiques nationales depuis sa création.
| N° | Wali délégué       | Début           | Fin  |
| -- | ------------------ | --------------- | ---- |
| 01 | Belkacem Messaoudi | 22 juillet 2015 | 2015 |
| 02 |                    |                 |      |

### Daïras
La wilaya compte deux daïras (circonscriptions administratives) depuis 2019, chacune comprenant plusieurs communes pour un total de huit communes.
| Daïra      | Nombre de communes | Communes                                     |
| ---------- | ------------------ | -------------------------------------------- |
| Djamaa     | 4                  | Djamaa, M'Rara, Sidi Amrane, Tendla          |
| El M'Ghair | 4                  | El M'Ghair, Oum Touyour, Sidi Khellil, Still |

## Démographie
L'ensemble des communes de la wilaya d'El M'Ghair comptait 162 267 habitants selon le recensement de 2008.

## Santé
15 établissements de santé de proximité.
4 établissements hospitaliers publics.